# جيمس هوغن (لاعب كرة قدم أمريكية)
جيمس هوغن (بالإنجليزية: James Hogan)‏ هو لاعب كرة قدم أمريكية أمريكي، ولد في 1 نوفمبر 1876 في مقاطعة تيبيراري في جمهورية أيرلندا، وتوفي في 20 مارس 1910 في نيو هيفن في الولايات المتحدة.